# 알라우다이 제5군단
알라우다이 제5군단 ("뿔종다리 제5군단")은 기원전 52년에 가이우스 율리우스 카이사르 (기원전 49-44년의 로마 독재관)가 창설한 제정 시기 로마군의 군단 중 하나로, 갈리카 군단이라고도 불린다. 베르킨게토릭스의 군대에 맞서기 위해 갈리아 트란살피나에서 징집되었고, 비시민권자들로 구성한 첫 로마 군단이었다. 역사가들은 제5군단이 바타비아 반란 기간인 서기 70년 혹은 제1차 타파이 전투가 일어난 86년에 전멸당했는지에 대한 논쟁이 존재한다.

## 역사

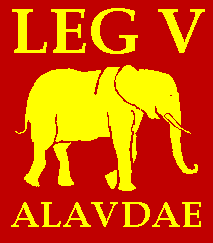
알라우다이 제5군단의 군기 (단순화한 복원작).

알라우다이 제5군단의 상징은 코끼리이고, 코크노멘인 알라우다이 (Alaudae)는 갈리아인들의 일반적인 투구였던, 군단병들의 투구에 있는 높은 깃에서 유래한 것으로, 이 깃이 병사들을 종다리처럼 보이게 했기 때문이었다. 종다리를 뜻하는 프랑스어 단어 "Alouette"는 "알라우다" (Alauda)에서 직접적으로 파생한 것인데, 이 단어 자체는 올바른 라틴어 명사가 아니고, 갈리아어에서 유래한 차용어로, 군단의 명칭에 유래에 대한 첫 번째 이유일지도 모른다.
알라우다이 5군단은 로마 시민권자들과 반대되는 속주 출신 병사들로 구성된 최초의 로마 군단이었다. 카이사르가 사비로 병사들의 급료을 지불했지만, 5군단은 나중에 로마 원로원에 공식 군단으로 인정되었다. 갈리아 전쟁에서 베르킨게토릭스에 맞서기 위해 양성되었고, 스페인으로 이동한 기원전 49년까지 갈리아에 주둔했다. 5군단은 기원전 41년과 기원전 31년 사이에 마르쿠스 안토니우스 휘하에서 복무했고 악티움에도 참여한 것으로 보인다. 안토니우스가 자결한 후, 5군단은 기원전 30년에 아우구스투스의 병력으로 흡수된다.
5군단은 서기 14년 라인강 지역 폭동에 관여되었다.
5군단의 상징은 탑수스 전투에서 전투 코끼리의 돌진에 용감히 맞선 대가로 기원전 46년에 수여된 것이다.
알라우다이 5군단이 참전했다고 알려진 전역:
- 파르살루스 전투: 기원전 48년
- 우지타 전투 (카이사르의 폼페이우스 지지 세력에 대한 아프리카 전역): 기원전 47년
- 탑수스 전투: 기원전 46년
- 문다 전투: 기원전 45년
- 포룸 갈로룸, 무티나 전투: 기원전 43년
- 필리피 전투: 기원전 42년
- 칸타브리아 전쟁: 기원전 25년
- 라인강 국경: 서기 6년에서 69년
- 제1차 베드리아쿰 전투: 서기 69년, 비텔리우스의 군대 일부로 참전

## 확인된 인원
| 성명                                          | 계급                | 시기             | 속주        | 출처                       |
| --------------------------------------------- | ------------------- | ---------------- | ----------- | -------------------------- |
| 케테구스 라베오                               | 레가투스 레기오니스 | 28년경           | 라인강 국경 | 타키투스, 편년사, iv.73    |
| 티베리우스 플라우티우스 실바누스 아일리아누스 | 레가투스 레기오니스 | 37년과 43년 사이 | 라인강 국경 | 《CIL》 XIV, 3608          |
| 코르넬리우스 아퀴누스                         | 레가투스 레기오니스 | 68-69년          | 라인강 국경 | 타키투스, 동시대사, i.7    |
| 파비우스 파불루스                             | 레가투스 레기오니스 | 69-70년          | 라인강 국경 | 타키투스, 동시대사, iii.14 |
| 그나이우스 도미티우스 루카누스                | 천부장              | 65년경           | 라인강 국경 | 《CIL》 XI, 5210           |
| 그나이우스 도미티우스 툴루스                  | 천부장              | 65년경           | 라인강 국경 | 《CIL》 XI, 5211           |

## 같이 보기
- 로마 군단 목록
- 로마 군단

## 참고 자료

### 1차 사료
- 타키투스, 편년사

### 2차 사료
- Jones, Brian W. (1992). 《The Emperor Domitian》. Routledge.
- Parker, HMD (1971). 《The Roman Legions》. Cambridge: W. Heffer & Sons LTD. 110쪽. ISBN 0852700547.